# Winterhausen
Winterhausen – gmina targowa w Niemczech, w kraju związkowym Bawaria, w rejencji Dolna Frankonia, w regionie Würzburg, w powiecie Würzburg, wchodzi w skład wspólnoty administracyjnej Eibelstadt. Leży około 10 km na południowy wschód od Würzburga, nad Menem, na przeciwległym brzegu do Sommerhausen, przy drodze B13 i linii kolejowej Monachium - Ingolstadt - Würzburg.

## Demografia
| Rok  | Liczba mieszk. |
| ---- | -------------- |
| 1970 | 1 320          |
| 1987 | 1 209          |
| 2000 | 1 554          |
| 2005 | 1 522          |

## Polityka
Wójtem od 2002 jest Wolfgang Mann (SPD). Jego poprzednikiem był Leonhard König. Rada gminy składa się z 13 członków:
|      | CSU | SPD | Niezrzeszeni | Razem     |
| 2002 | 3   | 6   | 4            | 13 miejsc |

## Oświata
(na 1999)

W gminie znajduje się 75 miejsc przedszkolnych (z 63 dziećmi).